# Govern de Catalunya 1988-1992
El govern de la Generalitat de Catalunya en el període 1988-1992, correspon a la III legislatura del període democràtic.

## Cronologia
Després de les eleccions del 29 de maig de 1988 la candidatura encapçalada per Jordi Pujol de CIU obté una majoria absoluta de 69 escons sobre els 42 del PSC de Raimon Obiols.
El 22 de juny es fa el debat d'investidura i Jordi Pujol tornà a sortir elegit com a President de la Generalitat de Catalunya amb 69 vots a favor (CIU), 57 en contra (PSC, IC i ERC) i 9 abstencions (AP i CDS).

## Estructura de Govern
| President: Jordi Pujol i Soley (CDC/CIU) |

| Departament                            | Titulars                                      | Titulars                                | Titulars |
| -------------------------------------- | --------------------------------------------- | --------------------------------------- | -------- |
| Departament                            | 4 de juliol de 1988                           | 19 desembre 1989                        |          |
| Governació                             | Josep Gomis i Martí (CDC)                     | Josep Gomis i Martí (CDC)               |          |
| Justícia                               | Agustí Bassols i Parés (UDC)                  | Agustí Bassols i Parés (UDC)            |          |
| Indústria i Energia                    | Macià Alavedra i Moner (CDC)                  | Antoni Subirà i Claus (CDC)             |          |
| Ensenyament                            | Josep Laporte i Salas (CDC)                   | Josep Laporte i Salas (CDC)             |          |
| Cultura                                | Joan Guitart i Agell (CDC)                    | Joan Guitart i Agell (CDC)              |          |
| Economia i Finances                    | Ramon Trias i Fargas (CDC) (mort el 22-10-89) | Macià Alavedra i Moner (CDC)            |          |
| Política Territorial i Obres Públiques | Joaquim Molins i Amat (CDC)                   | Joaquim Molins i Amat (CDC)             |          |
| Sanitat i Seguretat Social             | Xavier Trias i Vidal de Llobatera (CDC)       | Xavier Trias i Vidal de Llobatera (CDC) |          |
| Comerç, Consum i Turisme               | Lluís Alegre i Selga (UDC)                    | Lluís Alegre i Selga (UDC)              |          |
| Treball                                | Ignasi Farreres i Bochaca (UDC)               | Ignasi Farreres i Bochaca (UDC)         |          |
| Agricultura, Ramaderia i Pesca         | Josep Miró i Ardèvol (CDC)                    | Joan Vallvé i Ribera (CDC)              |          |
| Benestar Social                        | Antoni Comas i Baldellou (CDC)                | Antoni Comas i Baldellou (CDC)          |          |
| Medi Ambient                           | Nova conselleria (4 d'abril de 1991)          | Albert Vilalta Gonzalez (CDC)           |          |